# Superlativ
Superlativ, også kaldet højeste grad eller 3. grad, er en bøjningsform for tillægsord og biord, 
samt for nogle sprog udsagnsord.
På dansk er eksempler tillægsordet kort der som superlativ bliver til kortest og biordet ofte der i superlativ bliver til oftest.

## Bøjning eller afledning
Normalt er superlativ på dansk anset som en bøjningsform, en bøjning fra en grundform, for eksempel fra glad til gladest.
I Grammatik over det Danske Sprog argumenteres det for at superlativ på dansk kan anses som en afledning fordi at superlativen ændrer på valensegenskaben.
Den superlative endelse anses for at kunne styre et adverbielt katatagme,
for eksempel
Hesten er størst af dem alle.
hvor -st styrer af dem alle.
I visse tilfælde er nogle navneord også betragtet som betydningsmæssige adjektiver i superlativ.
På engelsk gives eksemplerne chief og top.
Der er ingen endelse for bøjning eller afledning på disse ord.

## Perifrastisk og morfologisk komparation
Superlativ kan skabes ved et foranstillet gradsord eller ved at det superlative ord får en endelse.
På dansk skabes den perifrastiske komparation i superlativ med det foranstillede ord "mest":
Han er mest glad.
Den mest glade kvinde
Tilsvarende sker den morfologiske komparation i superlativ med endelserne -(e)st(e):
Han er gladest.
Den gladeste kvinde.
På dansk er der ingen betydningsforskel mellem de to måder.
På engelsk ses det tilsvarende. For perifrastisk:
The most happy woman.
og for morfologisk:
The happiest woman
På fransk kan den perifrastiske superlativ skabes med gradsordet plus, for eksempel
des plus viles occupations (de mest usle opgaver)
le plus fin, et le plus avisé de tous ses frères (den mest skarpsindige og den klogeste af alle sine brødre)
På tysk sker superlativ enten morfologisk eller med en kombination af morfologisk ændring og et kendeord.
Den rene morfologiske superlativ har endelsen -(e)ste, mens den anden sker med kendeordet am og endelsen -(e)sten.
På grønlandsk findes efterleddet -nerpaavoq, der kan sættes på udsagnsord som en superlativ: "Naja pikkorinnerpaavoq" ("Naja er den dygtigste"), jævnfør "Naja pikkorippoq" ("Naja er dygtig").
På dansk er der nogle tillægsord (og biord) som ikke kan gradbøjes morfologisk så superlativ kun kan skabes perifrastisk.
Tillægsord afledt fra udsagnsord med -ende er eksempler:
den mest fremragende kok
*den fremragendeste kok
På dansk har man normalt enten perifrastisk eller morforlogisk superlativ.
Det er dog ikke sjældent at man ser en kombination med både perifrastisk og morforlogisk superlativ.
Et eksempel er "Siden har han mest lavet film i Frankrig, der er det mest største, mest frodige og eksperimenterende filmland i Europa ...".

## Bøjning
På dansk kan superlativ bøjes, hvor bøjningen skelner mellem -st og -ste.
Bøjningen betragtes af Paul Diderichsen i Elementær Dansk Grammatik som en bøjning i bestemthed og i Grammatik over det Danske Sprog som en bøjning der ligner bestemthedens bøjning.
-ste-formen ses foranstillet et navneord
Den største bil
Mens -st-formen anvendes som prædikativ
Bilen er størst.
I modsætning til grundformen bøjes superlativ ikke i numerus:
Bilerne er størst.
*Bilerne er største.
-st-formen kan dog også i sjældne tilfælde forekomme foranstillet navneordet:
Om størst Udbytte af Sjælsevner (eksempel af Paul Diderichsen)
... dem, der har størst behov ...

## Suppletion, "bindebogstav" og vokalskifte
For visse få ord kan den superlative forms rod være forskellig fra grundformens ord, et fænomen der kaldes suppletion.
På dansk findes ordet "god" hvis superlative former er bedst og bedste.
Suppletion ses også i engelsk, for eksempel med good og best og bad med worst.
Den danske superlativ kan have et tilføjet -e- så formen bliver til -est.
I det tilfælde kan der også være en konsonantfordobling.
Det danske tillægsordet nær får udover -e- også indføjet et m i superlativ: nærmest.
På tysk ses også at visse tillægsord får et -e- i superlativ, mens andre ikke gør.
Visse ord har vokalskifte mellem grundformen og superlativ, på dansk for eksempel ung/yngst og stor/størst.
Fænomenet ses også på tysk, for eksempel med hoch/höchst.
Danske eksempler:
smukkest (konsonantfordobling, ekstra e)
rigtigst (ingen konsonantfordobling, intet ekstra e)
mindst (suppletion hvor lille regnes for grundformen)
længst (vokalskiftet fra lang, intet ekstra e)
Generelt har -lig efterleddet intet ekstra e (for eksempel venligst).

## Afledninger med forstærker og talord
Den superlative form kan afledes med en forstærker som forled, på dansk aller-:
Den allerstørste hest
Talord kan også benyttes til at aflede et dansk superlativ:
fjerdestørst
syvendebedst
andenstørst
I stedet for anden- kan også anvendes synonymet næst-
næststørst
Grundformen og komparativen kan ikke afledes på disse måder:
*allerstor
*allerstørre
*fjerdestor

## Manglende former
Visse ord har kun superlativ og komparativ form.
For dansk er nogle eksempler indre/inderst, ydre/yderst og nedre/nederst.
Der findes også ord der kun har superlativ form og hverken positiv (grundformen) eller komparativ, for eksempel det danske ord "sidst".
Der findes ingen "sid" eller "sidere".
Mange af disse tillægsord uden grundform er afledt fra stedsbiord, for eksempel ind/inderst, under/underst.
Nogle tillægsord mangler superlativ. Som eksempel gives gravid.

## Biord
På dansk kan kun få rene biord gradbøjes til superlativ: meget/mest, tit/tiest, ofte/oftest og længe/længst.
Tillægsord i en biordsform der ligger sig til et udsagnsord kan have en superlativ form:
Hesten løb hurtigst.

## Datalingvistik
Til ordklasse-tagging i forbindelse med datalingvistik annoteres superlativer ofte med et separat tag.
Taggene kan være AJS, JJT eller JJS for den almindelige superlativ, og AJ0, JJS og JJ for betydningsmæssige superlativer.
Med to engelske eksempler fra Brown-korpusset:
... the/AT cutest/JJT baby/NN you/PPSS ever/RB saw/VBD ...
... a/AT top/JJS official/NN said/VBD Wednesday/NR ./.
De superlative former for danske tillægsord er givet i Det Centrale Ordregister.